# Sidhpura
Sidhpura è una suddivisione dell'India, classificata come nagar panchayat, di 12.996 abitanti, situata nel distretto di Etah, nello stato federato dell'Uttar Pradesh. In base al numero di abitanti la città rientra nella classe IV (da 10.000 a 19.999 persone).

## Geografia fisica
La città è situata a 27° 37' 60 N e 78° 52' 60 E e ha un'altitudine di 167 m s.l.m..

## Società

### Evoluzione demografica
Al censimento del 2001 la popolazione di Sidhpura assommava a 12.996 persone, delle quali 6.887 maschi e 6.109 femmine. I bambini di età inferiore o uguale ai sei anni assommavano a 2.423, dei quali 1.287 maschi e 1.136 femmine. Infine, coloro che erano in grado di saper almeno leggere e scrivere erano 6.847, dei quali 4.154 maschi e 2.693 femmine.